# Castelletto Geiringer
Il Castelletto Geiringer, noto anche come Villa Geiringer, è una storica residenza della città di Trieste in Italia.

## Storia
La villa venne eretta nel 1896 dall'architetto triestino Eugenio Geiringer quale residenza personale sui resti di un precedente edificio. Nel 1980 gli eredi donarono la proprietà al monastero delle Benedettine di San Cipriano a nome ed imperituro ricordo di Emilia Modiano Geiringer, figlia dell'architetto Eugenio,  per fini sociali.
La struttura ospita oggi una scuola paritaria.

## Descrizione
Il castelletto sorge in posizione dominante sulla sommità del colle di Scorcola, in prossimità della Tranvia di Opicina, progettata dallo stesso Geiringer. È composto da un corpo centrale e da due torri laterali, e gode di vista panoramica sul golfo di Trieste.